# Моше Дајан
Моше Дајан (хебр. משה דיין; Кибуц Деганја Алеф, 2. мај 1915 — Тел Авив, 16. октобар 1981) је био израелски војни вођа и политичар. (На хебрејском, његово име значи „Мојсије Судија").

## Детињство и младост
Моше Дајан је рођен у Кибуцу, Деганја Алеф (Деганја „А"), у Палестини, тада још делу Османског царства, близу Kineret-а, Галилејског мора. Његови родитељи су били Шмуел и Девора, а он је био прво дете у новооснованој заједници. Са 14 година придружио се Хагани у врло раној фази. Био је под великим утицајем војних учења енглеског прозионистичког официра Ордеа Вингејта када је Дајан био наредник пре Другог светског рата. Отишао је у Бугарску, где је дипломирао на војној академији.

## Други светски рат
Британци су га ухапсили десет година касније (када је Хагана забрањена), али је пуштен после две године као део Хаганине обновљене сарадње са Британцима током Другог светског рата. Док је био припадник Аустралијске 7. пешадијске дивизије, која се борила са снагама Вишијевске Француске у Сирији, Дајан је изгубио лево око (метак од француске стране је пробио кроз далекозор, кроз којег је Моше Дајан управо тада гледао) и почео да носи повез који је постао његов заштитни знак. На препоруку аустралијског официра, Дајан је примио орден за истакнуту службу, једну од највиших војних почасти Британске империје.

## Војни командант
За време Арапско-израелског рата 1948., Дајан је заузимао разне значајне позиције, прво као командант дефанзивних напора у Јорданској долини; дата му је команда над бројним војним јединицама на централном фронту. Први израелски премијер, Давид Бен-Гурион га је изузетно ценио и он је постао Дајанов „заштитник“.
После овог рата, Дајан је убрзано почео да стиче све више чинове. Од 1955. до 1958. био је начелник штаба Израелских одбрамбених снага. У овом својству је командовао израелским снагама током Суецке кризе.

## Политичар
1959, годину пошто се повукао из Израелских Одбрамбених Снага, Дајан је приступио МАПАИ-у, левом блоку на израелској политичкој сцени који је тада водио Давид Бен-Гурион. До 1964. је службовао као министар пољопривреде. Леви Ешкол, следећи Премијер Израела га није волео; ипак, када су напетости почеле да расту ране 1967, Ешкол је одлучио на место министра одбране (које је претходно Ешкол држао, иако никада није служио војску) распореди харизматичног Дајана.

## Шестодневни рат (1967)
Мада Дајан није учествовао у већини планирања пре Шестодневног рата његово именовање је допринело израелском успеху. Након рата, Дајан, који није био познат по скромности, уложио је маркетиншки напор да већину борбених заслуга припише себи.

## Јом Кипурски рат (1973)
Када је Голда Меир постала премијер, 1969, Дајан је постао министар одбране у њеној влади. Још је био на тој позицији када је Јом Кипурски рат катастрофално почео 6. октобра, 1973. Као највиши званичник одговоран за војно планирање, и посебно за обавештајне органе, несумњиво је да је Дајан, који је постао симбол победничког самозадовољства после Шестодневног рата, сносио део одговорности за то што је израелско руководство било несвесно знакова рата који се припремао. У часовима који су претходили рату, Дајан је био против пуне мобилизације или вршења превентивних удара против Египћана и Сиријаца; он је веровао да је Израел способан да лако победи чак и ако Арапи нападну а није хтео да испадне да је Израел агресор.
Након тешких пораза током прва два дана, Дајанови ставови су се радикално преокренули; замало да објави „пад Трећег Храма" на конференцији за новинаре, али му је Голда Меир забранила да говори. Такође је отворено почео да говори о коришћењу оружја за масовно уништење против Арапа.
Ипак, Дајан је успео да поврати самоконтролу и да води израелску војску током остатка рата. Мада рапорт Агранат Комитета који је објављен после рата није значајну одговорност свалио на слој политичара - коме је Моше Дајан припадао, талас јавних протеста је довео до његове и оставке Голде Меир.

## Улазак у Ликуд као министар спољних послова
Дајан је напустио левичарску МАПАИ/Радничку странку, којој је припадао 15 година и прешао у десничарски Ликуд. 1977, постао је министар спољних послова у влади Менахема Бегина. Као министар спољних послова учествовао је у склапању Споразума у Кемп Дејвиду, мировног уговора са Египтом. Дајан се повукао 1980, због неслагања са Бегином око питања да ли су палестинске територије унутрашње питање Израела (у споразум из Кемп Дејвида су биле укључене одредбе о каснијим преговорима са Палестинцима; Бегин, коме се није свидела идеја није ставио Дајана на чело преговарачког тима).

## Смрт
1981, Дајан је формирао нову странку, Телем, која се залагала за једнострано одвајање од Западне Обале и Појаса Газе. Странка је освојила два места у Кнесету, на изборима одржаним 30. јуна, 1981, али је Дајан умро убрзо потом у Тел Авиву, од рака дебелог црева. Сахрањен је у Нахалалу у мошаву (колективно село), где је одрастао.

## Његово завештање
Дајан је несумњиво био веома компликована и контроверзна личност; његови ставови никад нису били строго црни или бели. Имао је мало блиских пријатеља; његова ментална блиставост и харизматични став су често били праћени цинизмом и мањком самообузданости. Аријел Шарон је о Дајану рекао:
Пробуди се са стотину идеја. Од њих, деведесет пет су опасне; додатне три су лоше; али преостале две су бриљантне.
Дајан је био и писац и археолог аматер, што је довело до контроверзи, јер је сакупљајући историјске артефакте, често уз помоћ својих војника, прекршио више закона. Кад је умро, његова археолошка збирка је продата држави.
Његова ћерка, Јаел Дајан је такође годинама била активна у политици у неколико израелских левичарских партија.